# Zeeslag bij Caldera
De Zeeslag bij de baai van Caldera, ook genaamd het Zinken van de Blanco Encalada vond op 23 april 1891 plaats tijdens de Chileense Burgeroorlog.

## Voorbereiding
Tijdens de burgeroorlog koos de marine voor het overgrote deel de kant van de rebellen van het Congres, waardoor de regering van president José Manuel Balmaceda slechts kon beschikken op een klein deel van de oorlogsvloot. De regering beschikte wel over twee torpedoboten van Britse makelij, de Almirante Lynch en de Almirante Condell. De twee schepen kwamen op 21 maart aan in Valparaíso en op 28 april in de baai van Quintero, iets ten noorden van Valparaíso. De commandanten van de Almirante Lynch en de Almirante Condell, respectievelijk Juan Fuentes en Carlos E. Moraga, werden op de hoogte gesteld dat mogelijk binnen vijf dagen het bepantserde oorlogsschip van de rebellen, de Blanco Encalada, in de baai van Caldera, iets ten noorden van Valparaíso, zou aankomen. De commandanten vatten het plan op om tijdens een snelle operatie de Blanco Encalada tot zinken te brengen. Dit was een zeer gewaagd, waarvoor de regering van Balmaceda haar toestemming verleende. Nog niet eerder in de geschiedenis was een pantserschip of ironclad tot zinken gebracht.
Op 21 april verlieten de Lynch en Condell de haven van Quintero en stoomden op in de richting van Caldera.
Op 22 april arriveerde de Blanco Encalada, vergezeld van enkele transportschepen, onder bevel van kapitein Goñi in de baai van Caldera. Kapitein Goñi was op de hoogte van het feit dat de twee torpedoboten van de regering zich in de buurt ophielden, maar hij achtte het uitgesloten dat zij tot de aanval zouden overgaan. De Blanco Encalada werd wel bewaakt door de bemanning, maar er werden geen speciale maatregelen genomen. Van de 350 bemanningsleden hadden echter de meest ervaren mannen het schip verlaten en zich gevoegd bij een marine-brigade die richting Copiapo ging. De achterblijvers die het schip moesten bewaken waren minder ervaren. In totaal waren er nu 26 officieren en 258 bemanningsleden aan boord van de Blanco Encalada.

## Het zinken van deBlanco Encalada
De Lynch en Condell bereikten op 22 april Huasco waar de bevestiging binnenkwam dat de Blanco Encalada inderdaad was afgemeerd in de baai van Caldera. De commandanten Fuentes en Moraga legden de laatste hand aan hun plan om de Blanco te laten zinken.

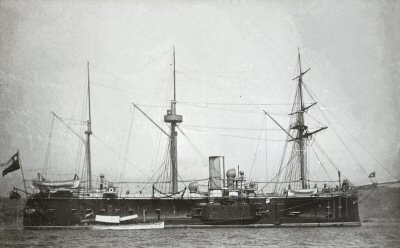
De Blanco Encalada in 1879

Op 23 april, omstreeks 03:00 uur naderden de Lynch en Condell de baai van Caldera. Toen beide torpedoboten de Blanco Encalada hadden genaderd op 460 meter, nam de Blanco de beide schepen onder vuur. Op minder dan 100 meter schoot de Condell een torpedo af op de Blanco, maar deze miste haar doel en explodeerde vlak voor de kust. De Blanco concentreerde zich vanaf dat moment volledig op de Condell en beschoot de torpedoboot onophoudelijk. De Lynch wist de Blanco op nog geen 50 meter te naderen, zonder dat de bemanning van de Blanco haar in de gaten kreeg, en schoot een torpedo af die weliswaar haar doel raakte, maar niet explodeerde. Direct daarop schoot de boot nog een torpedo af die haar doel raakte én explodeerde. De torpedo-inslag veroorzaakte een gat van ongeveer 2,10 bij 4,60 meter en de Blanco zonk binnen enkele minuten en nam 182 man mee naar de bodem van de zee. (De meeste van hen waren al gesneuveld tijdens de beschietingen.) Een aantal bemanningsleden wist zich vast te klampen aan delen van de lading van het schip, waaronder dieren (o.a. een lama en een koe). De torpedoboten openden het vuur op de overlevenden waarbij nog eens 40 man werden gedood. Uiteindelijk overleefden 106 van de 288 opvarenden de strijd. Onder de overlevende was kapitein Goñi.

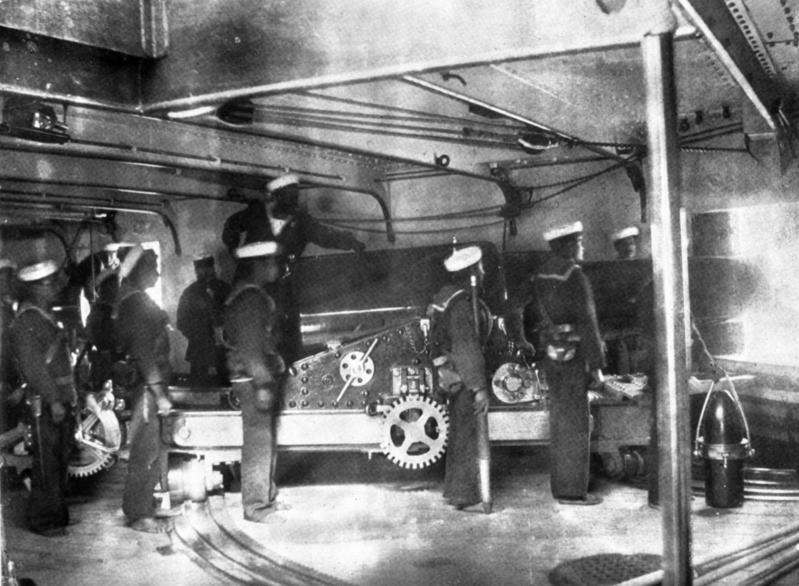
De centrale batterij aan boord van de Encalada

### De beschieting van deAconcagua
De Lynch en Condell voeren de baai van Caldera uit waar zij het transportschip Aconcagua van kapitein V.M. Jarpa in het vizier kregen. Na anderhalf uur over en weer schieten, gaf de Aconcagua zich over, maar de torpedoboten zagen geen kans om de Aconcagua te enteren, omdat er een schip in aantocht was waarvan men dacht dat het de kruiser de Esmeralda was. Dit bleek echter onjuist, het was het Britse schip, de HMS Warspite.

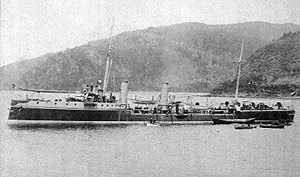
Almirante Lynch

Tijdens de zeeslag was de Almirante Lynch licht beschadigd geraakt, de Almirante Condell bleef ongedeerd. Kort na de zeeslag namen de Lynch en Condell de torpedoboot Almirante Cochrane bij Iquique onder vuur. Nog voordat er een torpedo kon worden afgevuurd, trok de Cochrane zich echter terug.

## Nasleep
De overwinning van het regeringsleger op de rebellen bij de zeeslag in baai van Caldera leidde niet tot blijvende successen voor de eerste. Op 28 augustus 1891 werd het regeringsleger definitief verslagen door de rebellen bij de slag bij La Placilla. Enkele dagen daarna werd Santiago ingenomen.

## Bron
- CHILE'S GREAT NAVAL BATTLE - How the Condell and the Lynch sunk the Blanco Encalada — New York Times 8 juni 1894